# Polydesma mahafaly
Polydesma mahafaly är en fjärilsart som beskrevs av Pierre E.L. Viette 1970. Polydesma mahafaly ingår i släktet Polydesma och familjen nattflyn. Inga underarter finns listade i Catalogue of Life.